# Стефан Кривкович
Стефан Кривкович (пол. Stephan Krywkowicz; ? — 1633) — діяч київського магістрату часів Речі Посполитої, війт Києва в 1631–1633 роках.

## Життєпис
Походив з міщанської родини Кривковичів середніх статків. Протягом 1590-х років мала земельний конфлікт з Ходиками-Кобизевичами. Можливо, його батьком був Василь Кривкович. З початку 1600-х років стає активним членом київського магістрату. 27 квітня 1607 року згадується як радця.
Відомо, що у 1618 році був райцем. Разом з вітом Федором Ходикою та бурмистром Олександром Ходковичем відмовився переказувати кошти на замкові потреби, оскільки гроші часто витрачалися не за призначенням. Внаслідок чого вступив у конфлікт з городничим Станіславом Вігурою.
На початку 1620-х років обіймав посаду райці. 1629 року обирається бурмистром. Разом з Йосипом Ходикою і Михайлом Баликою фактично керував справами магістрату за часів війтівства Іван Євсейович. У березні 1630 року обіймав посаду субделегата (виконувача обов'язків війта).
Після смерті у лютому 1631 року Євсейовича обирається новим очільником Києва. 19 березня того ж року отримав відповідний привілей від короля Сигізмунда III. У 1632 році через хворобу призначив субделегатом Самійла Мефедовича. Будучи особою похилого віку та через тяжку хворобу, він був не в змозі виконувати посадові обов'язки «доживотного» війта, через що був змушений у лютому 1633 року поступитися посадою на користь Йосифа Ходики. Помер того ж року.